# José San Juan
José San Juan Brown (Barcelona, 18 de octubre de 1777 –21 de julio de 1846) fue un militar y político español.

## Biografía
Combatió a los franceses en la Guerra de la Independencia, y fue durante el Trienio liberal el ministro de la Guerra entre septiembre y diciembre de 1823.